# Teminius
Teminius là một chi nhện trong họ Miturgidae.